# COVID-19 в Монако
Было подтверждено, что пандемия COVID-19 достигла Монако 29 февраля 2020 года. С населением 38 300 человек (по состоянию на 31 декабря 2018 года), по состоянию на 14 мая текущий уровень заражения составляет 1 случай на 403 жителей.

## Общие сведения
12 января 2020 года Всемирная организация здравоохранения (ВОЗ) подтвердила, что новый коронавирус стал причиной респираторного заболевания в группе людей в городе Ухань (провинция Хубэй, Китай), о котором ВОЗ узнала 31 декабря 2019 года
Летальность от COVID-19 намного ниже, чем у SARS, пандемия которого произошла в 2003 году, однако заразность нового заболевания намного выше, что приводит к повышенной смертности.

## Хронология

### Февраль 2020
29 февраля Монако объявило о своем первом случае заражения. Пациент был госпитализирован в Больничный центр Принцессы Грейс, а затем переведен в Университет Ниццы во Франции.

### Март 2020
14 марта правительство распорядилось закрыть детские сады, спортивные залы, парки, памятники и школы. Также был приостановлен концерт Святого Патрика.
16 марта глава правительства Монако Серж Тель становится первым главой правительства с положительным результатом на COVID-19.
17 марта, впервые за время своего правления, Альбер II выступил с речью перед народом, сообщив об усилении карантинных мер. Два дня спустя Альбер стал первым главой государства, который дал положительный результат на коронавирус. Позже он опроверг предположения о том, что он заразил Чарльза, принца Уэльского на мероприятии, которое они оба посетили в Лондоне 10 марта.
Гран-при Монако был отменен 19 марта после того, как организаторы не смогли изменить дату гонки сверх запланированной 24 мая, что стало первым случаем  за шестьдесят шесть лет, когда соревнование не смогли провести.
25 марта правительство объявило, что число людей, затронутых коронавирусом, достигло 31.